# Zhang Di
Det här är en artikel om en person med kinesiskt personnamn; Zhang är familjenamnet.
Zhang Di (kinesiska: 张迪), född 4 juli 1968, är en kinesisk judoutövare.
Hon tog OS-brons i damernas halv mellanvikt i samband med de olympiska judotävlingarna 1992 i Barcelona.